# توماس كوجو
توماس كوجو (بالإنجليزية: Thomas Kojo)‏ هو لاعب كرة قدم ومدرب كرة قدم ليبيري في مركز الدفاع، ولد في 22 مايو 1972 في مونروفيا في ليبيريا. شارك مع منتخب ليبيريا لكرة القدم. أما مع النوادي، فقد لعب مع Minnesota Thunder ‏.

## وصلات خارجية
- توماس كوجو على موقع قاعدة بيانات كرة القدم.إي يو (الإنجليزية)
- توماس كوجو على موقع ناشيونال فوتبول تيمز (الإنجليزية)